# The Mind Eraser
The Mind Eraser est un parcours de montagnes russes en métal inversées présent dans plusieurs parcs d'attractions de la chaîne Six Flags. Cette attraction est une déclinaison du modèle Vekoma SLC 689 que l'on peut rencontrer dans de nombreux parcs.
Le premier Mind Eraser date de 1995.

## The Mind Eraserà Six Flags America
L'attraction est située dans la section Coyote Creek du parc et comprend deux trains (orange et jaune) de 20 places. Le rail est placé au-dessus de la tête des passagers suspendus dans le vide. En raison du concept, de nombreux visiteurs doivent retirer leurs chaussures afin de ne pas les perdre.
L'attraction a été repeinte en 2005. Les couleurs rouge et bleu ont été remplacées par du jaune et de l'orange.

## Déclinaison de l'attraction
- Attractions homonymes et identiques
  - The Mind Eraser à Six Flags America
  - The Mind Eraser à Six Flags Darien Lake
  - The Mind Eraser à Elitch Gardens, ancien parc Six Flags
  - Riddler Revenge, anciennement nommé The Mind Eraser, à Six Flags New England